# Interfado
Interfado. Festival Internacional de Fado de Catalunya és un festival de música dedicat al fado que es celebra al mes d'octubre a la ciutat de Lleida des del 2012.
De la mà de l'Orfeó Lleidatà, La Paeria i el Consolat de Portugal, i sota la direcció artística de Carolina Blàvia, pretén donar a conèixer les noves formes d'expressió d'aquesta música tradicional de la mà de fadistes portuguesos i no portuguesos que han elegit el camí de la investigació i la fusió amb altres estils.